# Clédonomancie
 (avril 2014).
Si vous disposez d'ouvrages ou d'articles de référence ou si vous connaissez des sites web de qualité traitant du thème abordé ici, merci de compléter l'article en donnant les références utiles à sa vérifiabilité et en les liant à la section « Notes et références ».

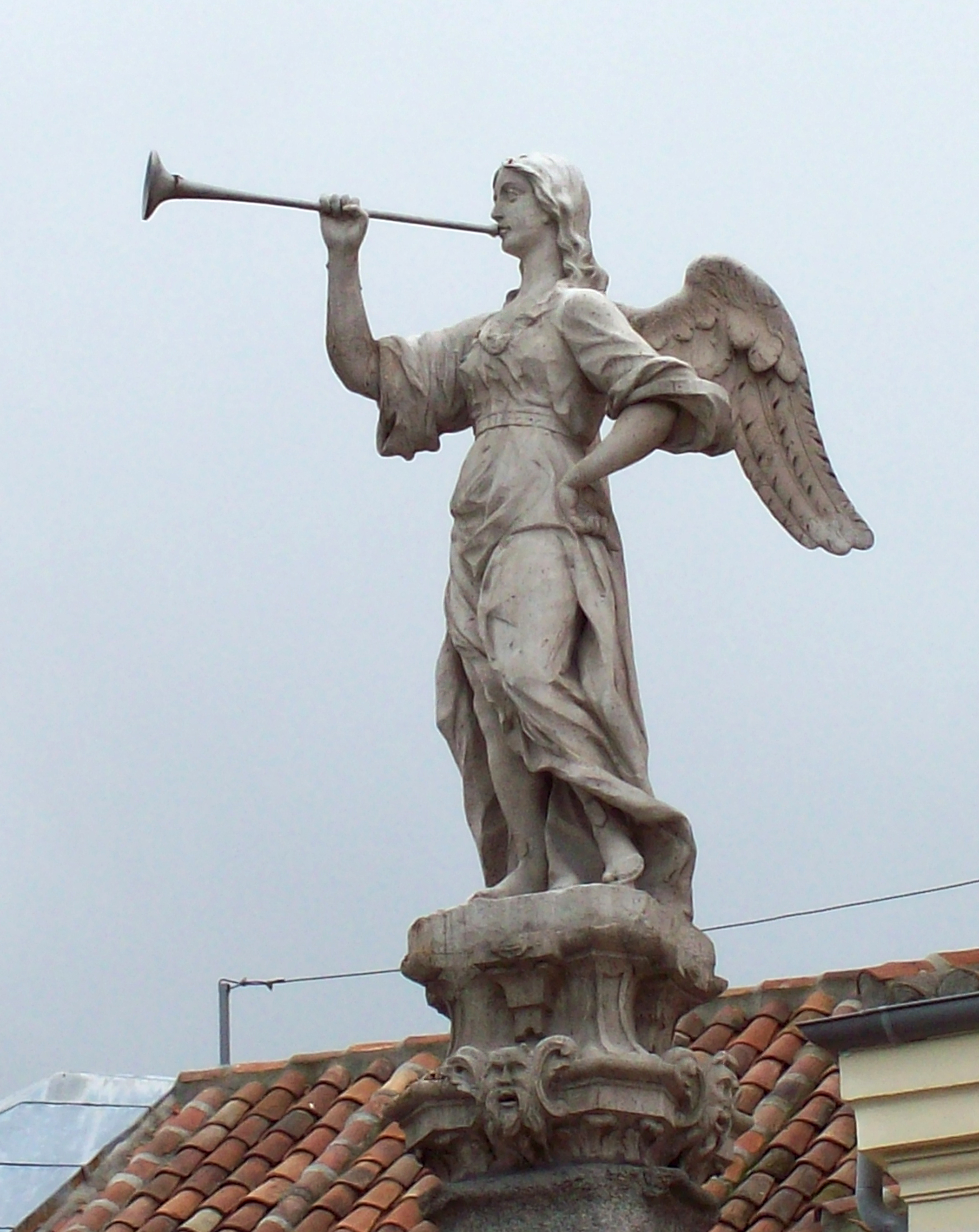
Fama, « ouï-dire » en latin, un des sens possibles du mot grec « κληδών ».

La clédonomancie est un art divinatoire qui vient du grec « κληδών », klèdôn, « présage provenant de mots entendus par hasard ». Cet art divinatoire repose sur l’interprétation des paroles humaines entendues de façon involontaire. Ce type de voyance consiste à interpréter des conversations surprises qui, lecture faite, peuvent annoncer un présage dans un mot, une phrase, une chose vue, une déclaration, un événement. Cette pratique était très appréciée dans la Grèce antique.

## Description
Toute la théorie de cette divination par la parole instinctive repose sur la pensée que l'homme peut être considéré comme un « instrument docile », car il n'apparaît plus comme un être libre et intelligent mais comme un objet que le dieu peut investir à sa guise. La clédonomancie est donc une méthode vague, mal définie et compliquée à interpréter car l'instrument utilisé pour faire passer le message est sollicité à son insu. 
Certains pensent que la clédonomancie est la parole directe de Zeus, interprétée comme un langage surnaturel ou bien une rumeur déjà propagée mais dont on ne connaît pas l'origine ! Elle devient alors la Renommée.
Toute parole, phrase, mot isolé ou exclamation entendue par une personne concentrée sur une tout autre idée que celle du locuteur peut devenir pour celui qui l'entend une clédone.
Cela suppose  qu'il n'existe pas de lien censé entre les paroles entendues et les pensées de l'entendant, et que le rapprochement est lié au hasard. C'est à ce moment-là que l'on peut dire que le dieu intervient en donnant un signe. 
Son intervention est d'autant plus évidente si elle sort de la bouche d'un enfant, considéré comme un être pur et innocent.
Dans L’Odyssée d'Homère, on peut voir une forme de clédonomancie au chant II, 32. En effet, la scène se passe à Ithaque où le vieil  Aegyptios dit de Télémaque: « Puisse Zeus lui être favorable et accomplir ce qu'il médite dans son esprit ! » et Télémaque se réjouit donc de ce présage.